# Cattedrali in Scozia
Questa è una lista delle cattedrali della Scozia:

## Chiesa di Scozia
La Chiesa di Scozia non è più governata da vescovi, quindi ufficialmente non possiede più cattedrali. Comunque gli edifici che in precedenza erano considerati cattedrali prima della Riforma o in periodi storici in cui è esistito un vescovado, sono ancora comunemente considerate cattedrali o più spesso High Kirk.
- Cattedrale di Aberdeen
- Cattedrale di Brechin
- Cattedrale di Dornoch
- Cattedrale di Dunblane
- Cattedrale di Dunkeld
- Cattedrale di Edimburgo
- Cattedrale di Glasgow
- Cattedrale di Kirkwall
- Cattedrale di Lismore

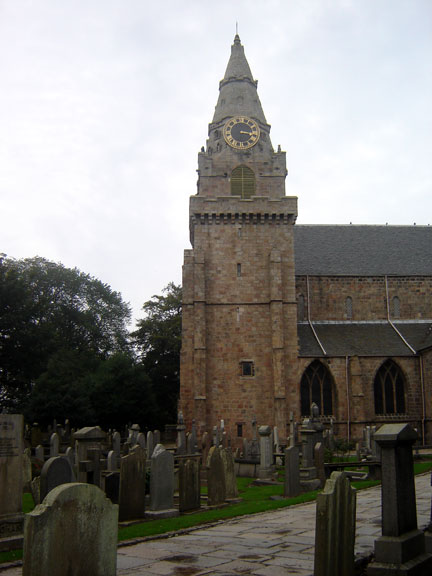
Aberdeen
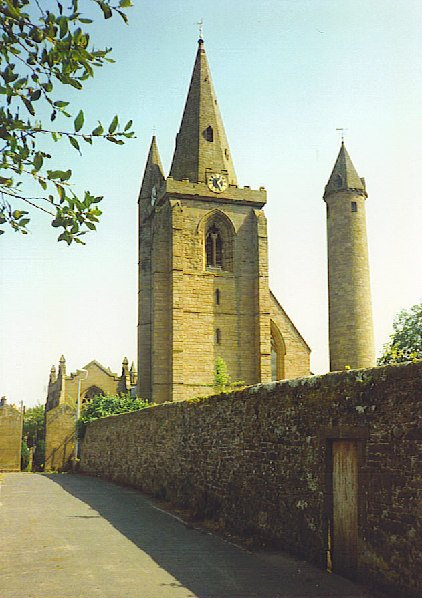
Brechin
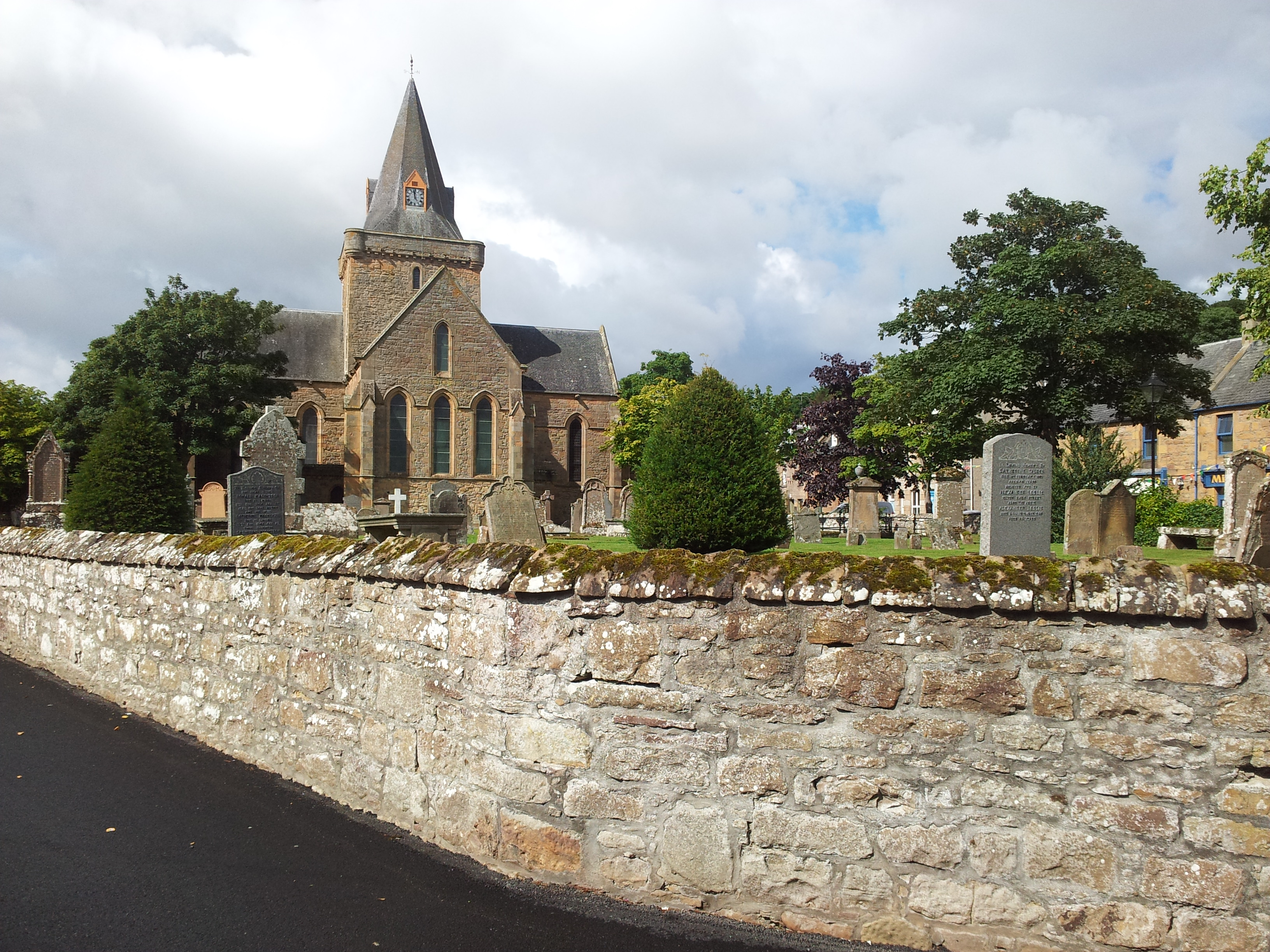
Dornoch
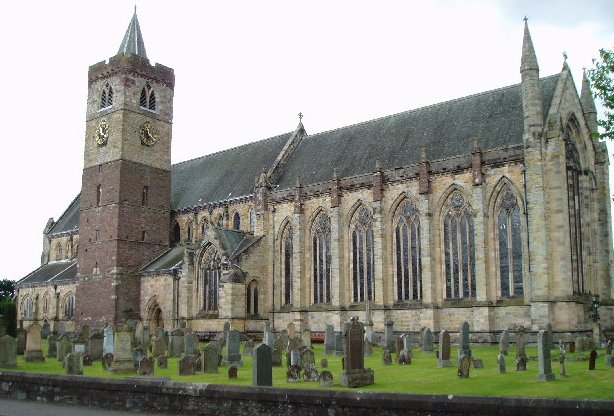
Dunblane
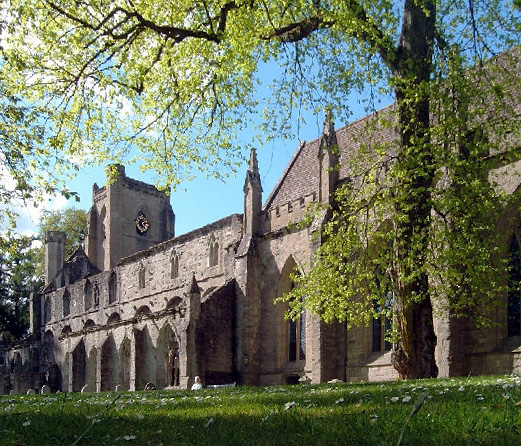
Dunkeld
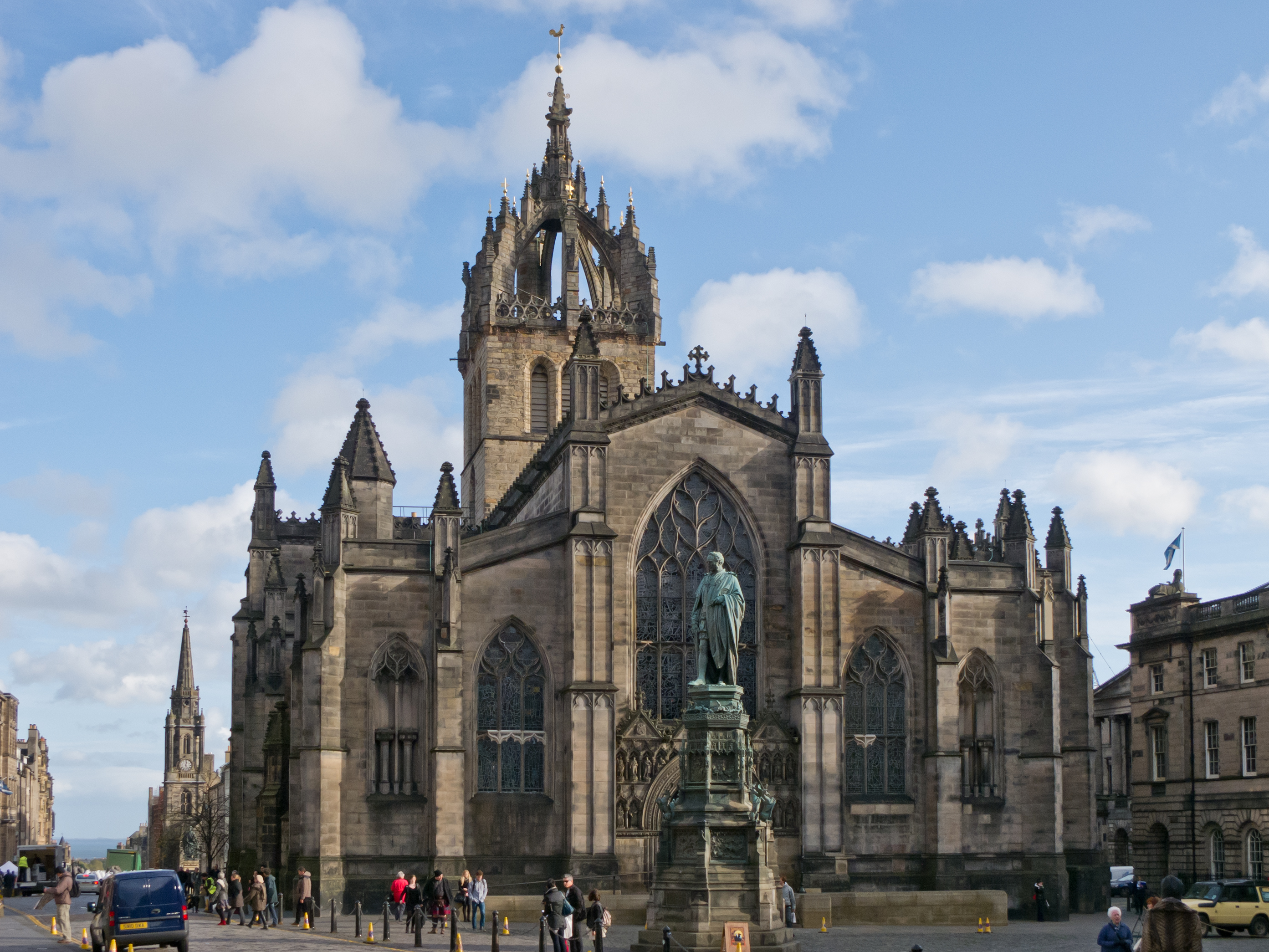
Edimburgo
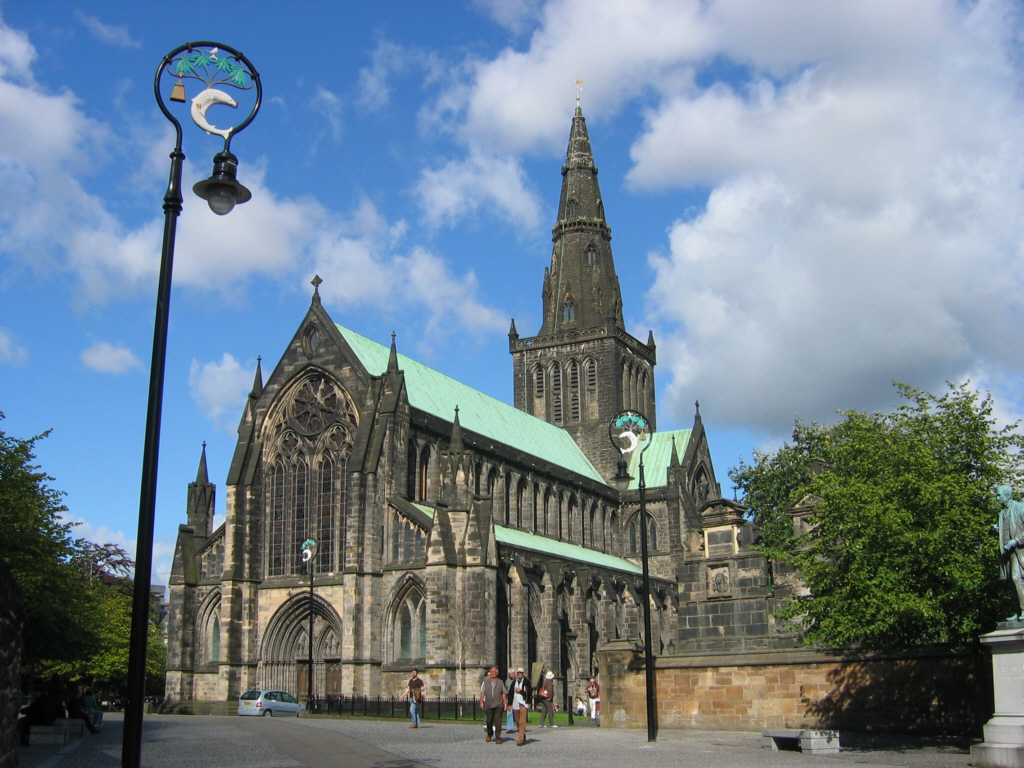
Glasgow
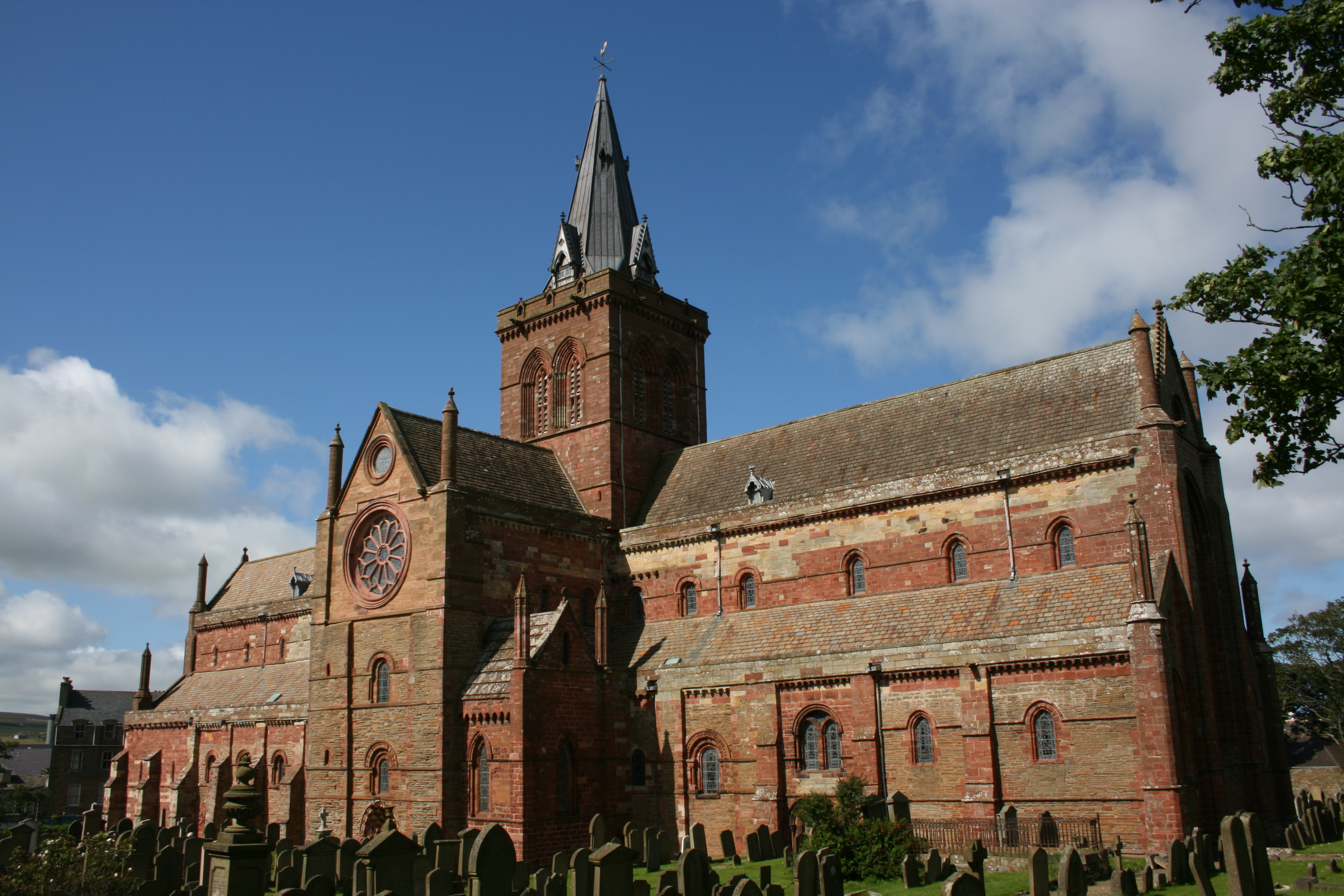
Kirkwall
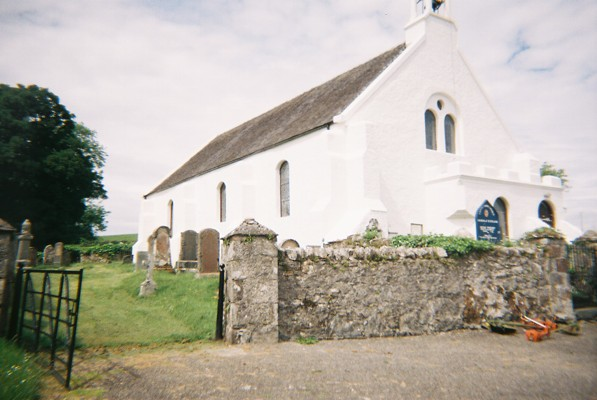
Lismore

## Chiesa episcopale scozzese
| Immagine               | Nome e dedicazione                                                                     | Diocesi                                                                    | Fondazione/Sito/Localizzazione |
| ---------------------- | -------------------------------------------------------------------------------------- | -------------------------------------------------------------------------- | ------------------------------ |
|                        | Cattedrale di Aberdeen Cathedral Church of St Andrew                                   | Diocesi di Aberdeen e Orcadi                                               | 1817                           |
|                        |                                                                                        | Archiviato il 26 febbraio 2021 in Internet Archive. 57.149045°N 2.092896°W |                                |
|                        | Cattedrale di Dundee Cathedral Church of St Paul                                       | Diocesi di Brechin                                                         | 1855                           |
|                        |                                                                                        | 56.461015°N 2.968087°W                                                     |                                |
|                        | Cattedrale di Edimburgo Cathedral Church of St Mary                                    | Diocesi di Edimburgo                                                       | 1879                           |
|                        |                                                                                        | 55.948595°N 3.216269°W                                                     |                                |
|                        | Cattedrale di Glasgow Cathedral Church of St Mary the Virgin                           | Diocesi di Glasgow e Galloway                                              | 1871                           |
|                        |                                                                                        | 55.873433°N 4.274926°W                                                     |                                |
|                        | Cattedrale di Inverness Cathedral Church of St Andrew                                  | Diocesi di Moray, Ross e Caithness                                         | 1874                           |
|                        |                                                                                        | 57.474474°N 4.229114°W                                                     |                                |
|                        | Cattedrale di Oban Cathedral Church of St John the Divine                              | Diocesi di Argyll e delle Isole                                            | 1864                           |
| Cattedrale delle Isole |                                                                                        | Diocesi di Argyll e delle Isole                                            |                                |
|                        | Cattedrale di Millport Cathedral of the Isles and Collegiate Church of the Holy Spirit | Diocesi di Argyll e delle Isole                                            | 1882                           |
| Concattedrale con Oban | Concattedrale con Oban                                                                 | 55.755575°N 4.924171°W                                                     |                                |
|                        | Cattedrale di Perth Cathedral Church of St Ninian                                      | Diocesi di Saint Andrews, Dunkeld e Dunblane                               | 1850                           |
|                        |                                                                                        |                                                                            |                                |

## Chiesa cattolica

### Provincia di St Andrew's ed Edimburgo
| Immagine                                                    | Nome e dedicazione                                                     | Diocesi                                | Fondazione/Sito/Localizzazione |
| ----------------------------------------------------------- | ---------------------------------------------------------------------- | -------------------------------------- | ------------------------------ |
|                                                             | Cattedrale di Aberdeen Cathedral Church of St Mary of the Assumption   | Diocesi di Aberdeen                    | 1880                           |
|                                                             |                                                                        | 57.145381°N 2.10642°W                  |                                |
|                                                             | Cattedrale di Ayr Cathedral Church of St Margaret                      | Diocesi di Galloway                    | 1822                           |
| Sede episcopale traslata da Good Shepherd, St John's Street |                                                                        |                                        |                                |
|                                                             | Cattedrale di Dundee Cathedral Church of St Andrew                     | Diocesi di Dunkeld                     | 1782                           |
|                                                             |                                                                        | 56.45744°N 2.974699°W                  |                                |
|                                                             | Cattedrale di Edimburgo Cathedral and Metropolitical Church of St Mary | Diocesi di Saint Andrew's ed Edimburgo | 1814                           |
| Chiesa madre della Provincia di St Andrew's ed Edimburgo    | Chiesa madre della Provincia di St Andrew's ed Edimburgo               | 55.956057°N 3.187827°W                 |                                |
|                                                             | Cattedrale di Oban Cathedral Church of St Columba                      | Diocesi di Argyll e delle Isole        | 1932                           |
|                                                             |                                                                        |                                        |                                |

### Provincia di Glasgow
| Immagine            | Nome e dedicazione                                                     | Diocesi                | Fondazione/Sito/Localizzazione |
| ------------------- | ---------------------------------------------------------------------- | ---------------------- | ------------------------------ |
|                     | Cattedrale di Glasgow Cathedral and Metropolitical Church of St Andrew | Diocesi di Glasgow     | 1797                           |
|                     |                                                                        | 55.855461°N 4.252897°W |                                |
|                     | Cattedrale di Motherwell Cathedral Church of Our Lady of Good Aid      | Diocesi di Motherwell  | 1947                           |
| Consacrata nel 1929 | Consacrata nel 1929                                                    | 55.79128°N 3.98704°W   |                                |
|                     | Cattedrale di Paisley Cathedral Church of St Mirin                     | Diocesi di Paisley     | 1948                           |
| Consacrata nel 1931 | Consacrata nel 1931                                                    | 55.847533°N 4.416584°W |                                |

## Chiesa greco-ortodossa
| Immagine                              | Nome e dedicazione                                          | Diocesi | Fondazione/Sito/Localizzazione |
| ------------------------------------- | ----------------------------------------------------------- | ------- | ------------------------------ |
|                                       | Cattedrale ortodossa di Glasgow Cathedral Church of St Luke |         | 1954                           |
| Chiesa presbiteriana di Belhaven 1877 |                                                             |         |                                |

## Fonti
- Edwards, David L. (1989) The Cathedrals of Britain. Norwich: Pitkin Pictorials
- Fawcett, Richard (1997) Scottish Cathedrals. London: B. T. Batsford / Historic Scotland
- Galloway, Peter (2000) The Cathedrals of Scotland. Dalkeith: Scottish Cultural Press ISBN 1840170263
- New, Anthony S. B. (1972) The Observer's Book of Cathedrals. London: Frederick Warne & Co.
- Pepin, David (1994) Discovering Cathedrals. Aylesbury: Shire Publications